# Municipalità locale di Metsimaholo
Metsimaholo è una municipalità locale (in inglese Metsimaholo Local Municipality) appartenente alla municipalità distrettuale di Fezile Dabi della provincia di Free State in Sudafrica. 
In base al censimento del 2001 la sua popolazione è di 115.955 abitanti.
La sede amministrativa e legislativa è la città di Sasolburg e il suo territorio si estende su una superficie di 1.717 km² ed è suddiviso in 18 circoscrizioni elettorali (wards). Il suo codice di distretto è FS204.

## Geografia fisica

### Confini
La municipalità locale di Metsimaholo confina a nord con quelle di Emfuleni, Midvaal (Sedibeng/Gauteng) e Dipaleseng (Gert Sibande/Mpumalanga), a est con quella di Mafube e a sud e a ovest con quella di Ngwathe.

### Città e comuni
- Bertha Village
- Coalbrook
- Deneysville
- Holly Country
- Oranjeville
- Refengkgotso
- Richmond Valley
- Sasolburg
- Taaibos
- Vaalpark
- Vaal Power
- Viljoensdrif
- Zamdela

### Fiumi
- Klip
- Taaibosspruit
- Vaal
- Wilge

### Dighe
- Vaal Dam